# Acadêmicos de Tamoios
Acadêmicos de Tamoios é uma escola de samba de Cabo Frio. Seu nome é uma referência ao bairro de Tamoios, onde a agremiação foi fundada, e também sede do 2º distrito da cidade, distrito este onde a escola está situada.

## História
A entidade foi fundada em 2005, inicialmente como um bloco de enredo. Com a vinda de novos integrantes, do Rio de Janeiro, transformou-se em escola de sambã.
Em 2008, foi vice-campeã do terceiro grupo, obtendo sua primeira ascensão. No ano seguinte, no entanto, a escola teve problemas durante o desfile, sofrendo penalizações, que lhe custaram a quinta e última colocação.
Como os grupos foram redivididos para o ano seguinte, e as três divisões se transformaram em apenas duas, a escola não foi rebaixada, sendo vice-campeã do Grupo de acesso e por pouco não obtendo a ascensão ao Grupo Especial, ao perder para a Unidos da Esperança, por 8 décimos. Nesse ano, a Tamoios apresentou contou em seu enredo a trajetória da nação tamoio desde a formação de suas aldeias, a partir do século XVI, até o pedido de emancipação, passando pela chacina dos índios promovida pelo Governador Antônio Salema. Esse ano foi a estreia de seu carnavalesco Ramon Medeiros
Já no ano de 2011, desfilou com enredo sobre a a história dos  piratas.

## Segmentos

### Presidentes
| Nome                    | Mandato        | Ref.  |
| ----------------------- | -------------- | ----- |
| Carlinhos de Tamoios    | ? - ?          | [ 6 ] |
| Patricia de Jesus Félix | ? - atualidade | [ 7 ] |

### Presidentes de honra
| Nome                 | Mandato        | Ref. |
| -------------------- | -------------- | ---- |
| Carlinhos de Tamoios | ? - atualidade |      |

### Diretores
| Ano  | Diretor de Carnaval  | Diretor geral de harmonia | Mestre de bateria | Ref. |
| ---- | -------------------- | ------------------------- | ----------------- | ---- |
| 2012 | Carlinhos de Tamoios | Alvaro Neves              | Saulo Félix       |      |

### Coreógrafo
| Ano  | Nome  | Ref. |
| ---- | ----- | ---- |
| 2012 | Ramon |      |

### Casal de Mestre-sala e Porta-bandeira
| Ano  | Nome         | Ref. |
| ---- | ------------ | ---- |
| 2012 | Laís e Sávio |      |

### Rainhas de bateria
| Período | Rainha  | Madrinha | Ref. |
| ------- | ------- | -------- | ---- |
| 2012    | Juliana |          |      |

## Carnavais
| Ano  | Colocação   | Grupo                       | Enredo                                                                                | Carnavalesco    | Intérprete                            | Ref         |
| ---- | ----------- | --------------------------- | ------------------------------------------------------------------------------------- | --------------- | ------------------------------------- | ----------- |
| 2010 | Vice-campeã | Acesso A (terceira divisão) | O grito do pajé Tamoio ecoa pelo ar. Tamoios minha terra, minha vida, meu grande amor | Ramon Medeiros  |                                       |             |
| 2011 |             | Acesso                      | Desbravando fronteiras, acumulando riquezas, piratas ao mar, o mundo a conquistar     | Ramon Medeiros  |                                       | [ 5 ]       |
| 2012 | (rebaixada) | Especial                    | Tamoios canta Histórias da Arábia                                                     | Roberta Barbosa | Luiza Felipe, Bira PQD, Tiago e Maria | [ 8 ] [ 9 ] |